# Top 12 2010/11
Die Top 12 2010/11 war die 31. französische Mannschaftsmeisterschaft im Schach und gleichzeitig die erste, die als Rundenturnier mit 12 Mannschaften ausgetragen wurde.
Meister wurde der Club de Marseille Echecs, während sich der Titelverteidiger Club de L'Echiquier Chalonnais mit dem sechsten Platz begnügen musste. Aus der Nationale I waren der Club de Lutèce Echecs und C.E. de Rueil Malmaison aufgestiegen. Rein sportlich erreichte Lutèce den Klassenerhalt, während Rueil Malmaison zusammen mit Cercle d’Echecs de Strasbourg und dem Club de Echiquier Guingampais die Abstiegsplätze belegte, allerdings zog Lutèce ebenso wie der Club de A.J.E. Noyon seine Mannschaft zurück. Guingamp erreichte als bester Absteiger noch den Klassenerhalt, während der zwölfte Startplatz in der Saison 2011/12 nicht besetzt wurde. Zu den gemeldeten Mannschaftskadern siehe Mannschaftskader der Top 12 2010/11.

## Spieltermine
Die Wettkämpfe wurden vom 26. Mai bis 5. Juni 2011 zentral in Mulhouse gespielt.

## Saisonverlauf
In den ersten sechs Runden gewannen Marseille, Clichy, Évry und Mulhouse alle Wettkämpfe, so dass die Entscheidung im Titelkampf zwischen diesen fallen musste. In den nächsten drei Runden fielen Évry (durch eine Niederlage gegen Clichy und ein Unentschieden gegen Marseille) und Mulhouse (durch Niederlagen gegen Marseille und Clichy) zurück. Die Entscheidung zwischen Marseille und Clichy fiel erst in der letzten Runde, in der Marseille durch einen Sieg im direkten Vergleich Clichy noch überholte. Im Abstiegskampf hingegen war schon vor der letzten Runde alles entschieden.

## Abschlusstabelle
| Pl. | Verein                             | Sp | G  | U | V | MP | Brett-P. |
| --- | ---------------------------------- | -- | -- | - | - | -- | -------- |
| 01. | Club de Marseille Echecs           | 11 | 9  | 2 | 0 | 31 | 35:10    |
| 02. | Club de Clichy-Echecs-92           | 11 | 10 | 0 | 1 | 31 | 40:7     |
| 03. | Évry Grand Roque                   | 11 | 9  | 1 | 1 | 30 | 36:8     |
| 04. | Club de Mulhouse Philidor          | 11 | 8  | 0 | 3 | 27 | 31:17    |
| 05. | Club d'Echecs Metz Fischer         | 11 | 5  | 1 | 5 | 22 | 27:19    |
| 06. | Club de L'Echiquier Chalonnais (M) | 11 | 4  | 2 | 5 | 21 | 26:19    |
| 07. | Club de A.J.E. Noyon               | 11 | 4  | 1 | 6 | 20 | 20:34    |
| 08. | Club de Vandœuvre-Echecs           | 11 | 4  | 1 | 6 | 20 | 19:27    |
| 09. | Club de Lutèce Echecs (N)          | 11 | 3  | 1 | 7 | 18 | 23:27    |
| 10. | Club de Echiquier Guingampais      | 11 | 2  | 2 | 7 | 17 | 14:42    |
| 11. | Cercle d’Echecs de Strasbourg      | 11 | 1  | 1 | 9 | 14 | 14:41    |
| 12. | C.E. de Rueil Malmaison (N)        | 11 | 0  | 2 | 9 | 13 | 15:49    |

### Entscheidungen
|     | Französischer Meister: Club de Marseille Echecs |
|     | Absteiger in die Nationale I: Club de A.J.E. Noyon, Club de Lutèce Echecs (freiwillige Rückzüge), Cercle d’Echecs de Strasbourg, C.E. de Rueil Malmaison |
| (M) | Meister der letzten Saison |
| (N) | Aufsteiger der letzten Saison |

## Kreuztabelle
| Ergebnisse | Ergebnisse                     | 01. | 02. | 03. | 04. | 05. | 06. | 07. | 08. | 09. | 10. | 11. | 12. |
| ---------- | ------------------------------ | --- | --- | --- | --- | --- | --- | --- | --- | --- | --- | --- | --- |
| 01.        | Club de Marseille Echecs       |     | 3:1 | 1:1 | 3:0 | 2:1 | 1:1 | 2:0 | 3:2 | 3:2 | 6:0 | 5:1 | 6:1 |
| 02.        | Club de Clichy-Echecs-92       | 1:3 |     | 2:1 | 4:0 | 4:0 | 3:1 | 5:1 | 3:0 | 5:1 | 5:0 | 5:0 | 3:0 |
| 03.        | Évry Grand Roque               | 1:1 | 1:2 |     | 1:0 | 3:0 | 4:0 | 5:2 | 3:0 | 2:0 | 5:1 | 6:0 | 5:2 |
| 04.        | Club de Mulhouse Philidor      | 0:3 | 0:4 | 0:1 |     | 3:2 | 2:1 | 4:3 | 5:0 | 2:0 | 7:0 | 2:1 | 6:2 |
| 05.        | Club d'Echecs Metz Fischer     | 1:2 | 0:4 | 0:3 | 2:3 |     | 1:1 | 5:0 | 2:3 | 2:0 | 4:2 | 4:1 | 6:0 |
| 06.        | Club de L'Echiquier Chalonnais | 1:1 | 1:3 | 0:4 | 1:2 | 1:1 |     | 5:0 | 1:2 | 3:4 | 5:1 | 3:1 | 5:0 |
| 07.        | Club de A.J.E. Noyon           | 0:2 | 1:5 | 2:5 | 3:4 | 0:5 | 0:5 |     | 2:0 | 3:2 | 1:1 | 3:2 | 5:3 |
| 08.        | Club de Vandœuvre-Echecs       | 2:3 | 0:3 | 0:3 | 0:5 | 3:2 | 2:1 | 0:2 |     | 2:4 | 2:2 | 3:2 | 5:0 |
| 09.        | Club de Lutèce Echecs          | 2:3 | 1:5 | 0:2 | 0:2 | 0:2 | 4:3 | 2:3 | 4:2 |     | 2:3 | 6:0 | 2:2 |
| 10.        | Club de Echiquier Guingampais  | 0:6 | 0:5 | 1:5 | 0:7 | 2:4 | 1:5 | 1:1 | 2:2 | 3:2 |     | 1:3 | 3:2 |
| 11.        | Cercle d’Echecs de Strasbourg  | 1:5 | 0:5 | 0:6 | 1:2 | 1:4 | 1:3 | 2:3 | 2:3 | 0:6 | 3:1 |     | 3:3 |
| 12.        | C.E. de Rueil Malmaison        | 1:6 | 0:3 | 2:5 | 2:6 | 0:6 | 0:5 | 3:5 | 0:5 | 2:2 | 2:3 | 3:3 |     |

Anmerkungen:
- Der Wettkampf zwischen Noyon und Marseille endete 3:1 für Marseille, wurde aber 2:0 für Marseille gewertet.
- Der Wettkampf zwischen Noyon und Metz endete 5:1 für Metz, wurde aber 5:0 für Metz gewertet.

## Die Meistermannschaft
| 1.            | Club de Marseille Echecs |
| Schachfiguren | Étienne Bacrot, Arkadij Naiditsch, Kamil Mitoń, Andrei Istrățescu, Yannick Gozzoli, Didier Collas, Laurie Delorme, Alexandar Deltschew, Vincent Chauvet, Romain Lambert. |